# Астерий Урбан
Асте́рий Урба́н (греч. ̓Αστέριος ὁ Οὐρβανός;  II или III век) —  христианский писатель.
Биографических сведений о Астерии Урбане нет никаких. Евсевий Кесарийский в своей книге «Церковная история» цитирует большой отрывок из книги Урбана. Название книги — неизвестно. Книга написана, как сообщает сам автор, по просьбе пресвитеров в Галатии, в Анкире, после его посещения этих местностей. Фрагмент, цитируемый Евсевием, это опровержение еретического учения Монтана — монтанизма. Отрывок помещен в 10 том Греческой Патрологии.